# إدارة ريزارالدا
إدارة ريزارالدا واحدة من 32 إدارة في كولومبيا، تقع في وسط غرب البلاد وجزء من منطقة بيزا. عاصمتها هي بيريرا.